# Ocean of Night
"Ocean of Night" is een nummer van de Britse band Editors. Het nummer verscheen op hun album In Dream uit 2015. Op 24 november van dat jaar werd het nummer uitgebracht als de vierde single van het album.

## Achtergrond
"Ocean of Night" is geschreven en geproduceerd door alle bandleden. Het nummer werd uitgebracht via PIAS Recordings. Het werd nergens een grote hit - enkel in Vlaanderen bereikte het de eerste plaats van de "Bubbling Under"-lijst, met tips voor de Ultratop 50 - maar bleek desondanks wel een populair nummer. Zo staat het in Nederland sinds 2016 in de Radio 2 Top 2000. De videoclip van het nummer werd uitgebracht op 23 november 2015 en werd geregisseerd door Rahi Rezvani. Het bevat beelden van het optreden van de band in het Olympia Theatre in Dublin. Tevens komt Slowdive-zangeres Rachel Goswell voor in de clip.

## NPO Radio 2 Top 2000
| Nummer met noteringen in de NPO Radio 2 Top 2000 | '16  | '17  | '18  | '19  |
| ------------------------------------------------ | ---- | ---- | ---- | ---- |
| Ocean of Night                                   | 1946 | 1705 | 1865 | 1831 |

1. ↑  Een vetgedrukt getal geeft de hoogste notering aan.
2. ↑  2016 was het eerste jaar met een notering voor dit nummer.
3. ↑  Deze tabel is bijgewerkt tot en met de laatste editie (2024).